# Ornebius barbicornis
Ornebius barbicornis is een rechtvleugelig insect uit de familie Mogoplistidae. De wetenschappelijke naam van deze soort is voor het eerst geldig gepubliceerd in 1953 door Strohecker.